# 玉皇山大桥
玉皇山大桥是一座位于吉林省通化市东昌区市区的桥梁。最早为通化市区最早建的跨浑江大桥“东江桥”，为 1935 年由日本人修建，全长 228.25 米，桥面净宽 5 米，无人行道的 12 孔预应力混凝土桥。
1946 年 11 月 1 日，国共内战期间，国民党军队进攻通化，共产党军队将东江桥炸毁。1947 年 5 月 22 日，共产党军队重新进入通化，在原东江桥下搭建临时木桥。
1951 年，在原桥基础上，桥面加宽 50 厘米，修复原桥。
1986 年，在老桥下游 15 米处新建长337米，宽17米的刚架拱桥，并改名为“玉皇山大桥”，即今日桥梁。新桥设计面积5729平方米，车行道宽13米，两侧人行道各2米。设计洪水为百年一遇。新桥通车后，老桥炸毁拆除。
2021年，玉皇山大桥被评定为危桥，计划于 2023年重建改造。改建后的桥梁结构形式采用六孔空腹式钢箱连拱桥，设计时速50Km/h，荷载等级城-A，单孔净跨度45米，标准跨径为48.6米，桥面宽度为31米，桥梁全长305.98米，机动车道由双向4车道增加为双向6车道，新设置2个非机动车道和两侧人行道（单侧2米宽）。改造总长度2518.5米，总面积49562.9平方米。预计于2023年末竣工。